# Хамза Ушар
Хамза Ушар Комысбайулы (каз. Хамза Ушар; тур. Hamza Uçar; англ. Hamza Ucar; род. 1922) — один из лидеров национально-освободительного движения казахов в Восточном Туркестане.

## Биография
На берегах Кызылозена в 1922 году родился Хамза Ушар, лидер, который впоследствии сражался на стороне Оспан-батыра за независимость казахов. Его отец умер, когда ему было семь лет, оставив его на попечение своего старшего брата Жунуса Хаджи. Из-за образа жизни его старшего брата ранние годы Хамзы, а затем и первые тридцать лет были сопряжены с почти непрерывными потрясениями. Ему пришлось оставить школу на три года, когда его отец умер, потому что, когда ему было десять лет в 1932 году, его брат присоединился к смешанным отрядам местных мусульман, которые подняли восстание против китайского провинциального правительства. В течение двух, с десяти до двенадцати, лет Хамза постоянно находился в движении. И иногда, как и его брат, он брал в руки захваченную в бою винтовку или револьвер, а иногда и меч и участвовал в самом бою. Не менее важным из того, что он узнал, было то, как большие войлочные жилища могут быть разобраны и загружены со всем содержимым на спины верблюдов и крупного рогатого скота менее чем за пятнадцать минут, когда приходилось спешить, чтобы не попасть в руки врага. Он также научился держать свою винтовку, боеприпасы и меч, а также уздечку и седло в пределах досягаемости руки, где бы он ни спал. Насколько преуспел маленький Хамза как повстанец, несмотря на свой нежный возраст, можно судить по тому факту, что он заработал прозвище Ушар, что буквально означает «смышленный летун», то есть тот, кто быстро смекает и быстро выполняет. Когда восстание потерпело неудачу, Жунус Хаджи и Хамза, которому было теперь двенадцать, вернулись в Кызылозен, и Хамза стал посещать юрточную школу. В этом году, по просьбе самого Хамзы отправить его в более прогрессивную школу, его старший брат отправляет в Манас, где был казахский учитель по имени Абдулатип, у которого была юрта на берегу реки и который обучает учеников. Хамза является искренним мусульманином, но его сердце начинает жаждать чего-то большего, чем чисто теологический подход к истории, географии, математике и обучению в целом, поэтому на этот раз он пошел в школу в Манасе под управлением Абдулазиза. Хамза проучился в школе в Манасе в течение двух лет, до 1936 года, так как казахи Тяня-Шаня вновь подняли восстание и Хамза вскоре оказался в гуще этих событий. Хамза участвовал в не менее чем ста шестнадцати сражениях к тому времени, когда он достиг Кашмира в 1951 году в возрасте двадцати девяти лет.

## Мнение о казахской тактике засады
«Мы всегда выбирали нашу тактику в соответствии с особенностями местности. На открытом пространстве мы выезжали из укрытия верхом на лошади, подкрадываясь к противнику с тыла, если это возможно, и стреляли прицеливаясь с седла. В горах оставляли лошадей с женщинами и детьми в то время как сами прятались за камнями и кустарниками. Я всегда брал с собой надежных людей для совершения настоящей атаки, и даже лошадей для них отбирал сам. Всякий раз предупреждал их стрелять не в лошадей, а во всадников, если они были верхом, и в водителей грузовиков, но не в их пассажиров. Мы никогда не брали пленных, потому что, находясь постоянно в движении, не имели возможности с ними передвигаться. На холмах мы использовали в качестве прицела два длинных зубца, которые крепили к нашим винтовкам. На открытой местности стреляли с седла. Хотя мы старались совершить первую атаку с тыла, мы также отправляли всадников из как можно большего количества других направлений. Все они должны были добраться до ближайшей казармы и завершить сражение на мечах. На более поздних этапах кампании мечи стали дефицитом, и мы вынуждены были воспользоваться деревянными дубинками с прибитыми к ним гвоздями. Они были такими же смертоносными, как и мечи, когда воины научились пользоваться ими. В горах мы использовали тактику нападения в узком ущелье - их было много на Алтае и в Тянь-Шане, - и всегда имели возможность заблокировать путь к отступлению противника с помощью небольшой мобильной силы в пять или шесть человек после того, как противник попадал в ущелье. На открытой местности мы иногда отправляли небольшие группы людей на лошадях с заданием повернуть обратно и скакать в направлении нашей засады как только противник начинал их преследовать. Если противник попадал в ловушку, мы позволяли ему пройти мимо нас, а затем стреляли в спину и атаковали сзади.
Еще один излюбленный прием заключался в том, чтобы поджечь ферму китайцев, после чего в окрестностях сразу же возникала суматоха. Мы знали, что местный гарнизон китайцев уже был в пути, чтобы схватить нас, поэтому нам следовало организовать засаду колонне, когда она возвращалась к своим, не обнаружив нас. Естественно, мы уносили с поля боя любое пригодное оружие, которое еще могло пригодиться. Но даже в этом случае нам часто приходилось использовать самодельные пушки, изготовленные из кусков железного трубопровода, которые мы покупали на базарах. Многие из наших пуль были также самодельными. Если повезет найти свинец, мы плавили его. Такие пули стреляли довольно точно на расстояние до ста тридцати метров, что позволяло нам достигать своих целей. Но наши самодельные орудия иногда взрывались, убивая тех, кто их использовал. Когда я атаковал грузовики, то никогда не использовал больше одного человека для каждого грузовика. Моим людям было дано строгое распоряжение не стрелять, пока я не начинал сам, и, как я уже упоминал, мы целились только в водителей, а не в пассажиров. Раньше мы устраивали засаду рядом с дорогой, так что вряд ли могли пропустить машину, хотя совершали такие атаки только ночью. Когда водитель был пристрелен, грузовик терял управление и опрокидывался. Это либо убивало, либо калечило большую часть пассажиров, но если кому-то удавалось спастись, мы вытаскивали их наружу и отпускали. Мы редко несли потери в таких атаках. Если доставалось больше оружия, чем мы могли бы унести с собой, мы закапывали его, разбивали или поджигали, чего нам все-таки не хотелось делать. Большие пушки, тяжелые минометы и прочее подобное оружие было совершенно бесполезным без колесного транспорта, и, кроме того, мы не смогли бы тащить повозки по горным тропам, даже если бы их имели.В ленте «Репортер»